# Bicikli életre-halálra
A Bicikli életre-halálra (angol címe, It's Not About the Bike: My Journey Back to Life) egy irodalmi önéletrajz a kerékpáros Lance Armstrong-tól és Sally Jenkins társszerzőtől. A könyv azután íródott meg, miután Lance megnyerte az 1999-es Tour de France-t, majd egymás után hétszer, így rekordot állítva fel a Tour történelmében.
Magyarországon 2000-ben adta ki a könyvet az Alexandra Kiadó, amely végigkíséri Armstrong pályafutását gyermekkorától kezdve a rákkal való küzdelmén át egészen az 1999-es Tour de France-ig és első gyermekének megszületéséig.

## Cselekmény
|  | Alább a cselekmény részletei következnek! |

### Első fejezet
A könyv összesen tíz fejezetből áll. Az első fejezetben Lance arról mesél, miként élte életét a hererák diagnosztizálása előtt és milyen volt mikor kiderült, hogy rákos. A vége azzal zárul, hogy kiderül a betegsége, a második fejezetben pedig azzal kezd, hogy milyen volt a gyermekkora.

### Második fejezet
Az apját soha nem ismerte és soha nem is beszélt róla senkivel sem, csak akkor tudta meg, hogy ki ő, mikor egy texasi újság sikeresen kinyomozta Lance nem túl nagy örömére. Szó esik a családjáról, többek között édesanyjáról is, akivel nagyon szoros kapcsolatot alakít ki már gyermekkorában. Aztán rátér a sportolásra, s amint kicsit nagyobb lesz, elkezd biciklivel is edzeni, 15 kilométert az alig világosodó hajnali utcákon. Iskola előtt 4000 méteres távot úszott és iskola után újabb két órát tréningezett - még 6000 métert. Napi 10.000 métert tesz meg vízben és még több mint 30 kilométert kerékpáron. 13 éves korában indult el először triatlon versenyen, amit egy a richardsoni kerékpár-kereskedésnél hirdettek Vaskölykök néven szórólapokon. A versenyt megnyerte, és sorra nyeri a többit is agresszív mentalitásának, erős energiáinak és gyerekes, meggondolatlan cselekedeteinek köszönhetően. Középiskolai tanulmányainak utolsó évének őszén fontos időmérő kerékpár-versenyre nevez be, az Új-Mexikó állambeli Moriarty-ba, amit természetesen meg is nyer. Innentől kezdve folyamatosan a kerékpározás érdekli, egyre többet foglalkozik vele, végül beválasztják az Egyesült Államok kerékpár-válogatottjába.

### Harmadik fejezet
A harmadik fejezetben, mikor hivatalosan is profi versenyzővé válik Jim Ochowicz-nak köszönhetően, első profi versenyén legutolsó lesz. Ettől elveszíti önbizalmát, de hamar visszanyeri, mivel a második versenyen már a második helyen végez. Gyermekkori vonalát elmeséli egészen az 1995-ös Tour de France-ig, ahol Fabio Casartelli meghal, így amikor Armstrong megnyeri a szakaszt, a győzelmet felajánlja neki.

### Negyedik fejezet
1996. október 2-án harmadik fázisú hererákkal diagnosztizálják (amely már a létfontosságú szerveket is eléri), melynek tüneteivel a diagnosztizálás előtt egyáltalán nem törődik és mindenre talál kifogást. Eleinte teljesen kétségbe esik és nem hisz se a gyógyulásában se abban, hogy valaha is folytatni tudja sikeresen elkezdett profi kerékpáros karrierjét. De egy idő után bátorságot vesz magán és elhatározza: leküzdi a rákot, bármibe is kerüljön. Később viszont még rosszabbra fordul a helyzet, mivel a hererák áttéteket is képez Lance-nél már a tüdejében és a hasüregében is. Ráadásul mindezek mellett nagyon rosszak az esélyei a túlélésre, mivel túl későn vette észre a rák tüneteit. Megint elveszíti önbizalmát, de végül újra erőt vesz magán. Rosszkedvét csak fokozza, hogy nincs betegbiztosítása, ami azt jelenti, hogy minden vagyonát a rák kezelésére kell költenie, ami rengeteg pénzt jelent. Egyik heréjét leoperálják, így már nincs hererákja, viszont folyamatosan kapja a B.E.P. kemoterápiát a tüdeje és a hasürege miatt is, ami legyengíti a szervezetét.

### Ötödik fejezet
Észreveszik, hogy agyi áttéte is van Lance betegségnek, amely súlyosan előrehaladott állapotban van. Két megoldás közül kell választania: vagy Houston-ba megy és ott kezelteti az agyát a legerősebb kemoterápiás kezeléssel, amely a tüdejét is nagyban roncsolja, így talán soha többet nem fogja tudni folytatni sikeres kerékpáros karrierjét, vagy pedig Indianapolis-ba megy, ahol az agyából operáció segítségével megsemmisítik a daganatokat és további erős, ámbár „tüdő-barát” kezeléseket kaphat. Végül az utóbbi mellett dönt. Sikeresen eltávolítják a daganatokat az agyából (összesen kettőt, amelynek szövetei elhaltak, vagyis nem képeztek további áttétet az agyában) és három hónap alatt négy ciklusú kemoterápiás kezelést kap, amit napról napra egyre rosszabbul visel. Viszont végül sikerül betegbiztosítást szerezni Armstrong-nak, így nem neki kell állnia a betegségével járó anyagiakat. Az utolsó kemoterápiát 1996. december 13-án kapja meg.

### Hatodik fejezet
A műtét után elkezdi a négy ciklusos V.I.P. kemoterápiát három hónapon keresztül, mely idő alatt szervezete sikeresen reagál a kezelésre, de testi állapota folyamatosan romlik, s végül legyengül. Próbálja mozgásban tartani a testét, de nem igazán sikerül neki, mivel a szervezete már annyira legyengül, hogy képtelen akár egy kisebb emelkedőn is felbiciklizni. A három hónap alatt sok fájdalmat kell elviselnie, melyek között a legrosszabb a mellkasában lévő katéter kiszedése volt a kezelése végén, amely a három hónap alatt összenőtt a bőrével. A kemoterápia közben folyamatosan vele van, az általa angyalnak vélt főnővér, LaTrice, aki mindvégig gondoskodik Lance lelki és testi állapotáról. De nem csak a főnővér, hanem az anyukája és a barátai, sőt, még a szponzorai is meglátogatták nap mint nap a kórházban és biztosították lelkileg. A kezelés után fokozatosan visszanyeri erejét és egészségét és szépen lassan felépül.
|  | Itt a vége a cselekmény részletezésének! |

## Tartalom

### Részlet a könyvből
Tovább hajtottam felfelé, és a hegy egyre meredekebb lett. Az emelkedő valamit kiváltott belőlem. Ahogy felfelé tekertem, szemem előtt lejátszódott az életem, a gyerekkoromtól az első versenyeken át a betegségemig, és ahogy az megváltoztatott. Talán a felfelé kapaszkodás primitív erőfeszítésétől egyszerre szembe tudtam nézni mindazokkal a kérdésekkel, amelyeket hetek óta halogattam. Rájöttem, hogy ideje abbahagynom a semmittevést. Mozogj, mondtam magamnak. Ahogy tovább mentem felfelé, életem egészét láttam. Felfedeztem a visszatérő motívumokat, a kiváltságokat és éltem célját is. Mindössze ennyi volt: hosszú, nehéz küzdelemre rendeltettem.

### Tartalomjegyzék
- Egy: Azelőtt és azután (9. oldal)
- Kettő: A rajtvonal (23. oldal)
- Három: Nem hagyom anyámat az ajtóban (49. oldal)
- Négy: A rossztól a még rosszabbig (79. oldal)
- Öt: Beszélgetések a rákkal (107. oldal)
- Hat: Kemoterápia (135. oldal)
- Hét: Kik (165. oldal)
- Nyolc: Túlélés (193. oldal)
- Kilenc: A Tour (227. oldal)
- Tíz: Egy doboz gabonapehely (271. oldal)

## Díjak
2000-ben a könyv megnyerte a William Hill Az Év Sportkönyve-díjat, továbbá a New York Times Best Seller listán első lett. 2001-ben Christopher-díjat nyert a könyv Felnőtt Könyvek kategóriában, 2001 és 2002 között pedig a Texas Tayshas Olvasói listán jelent meg.

## Magyarul
- Lance Armstrong–Sally Jenkins: Bicikli életre-halálra; ford. Földváry Kinga; Bastei Budapest, Bp., 2001